# Janalychas shoplandi
Espèce
Synonymes
- Isometrus shoplandi Oates, 1888
- Lychas shoplandi (Oates, 1888)
- Isometrus feae Thorell, 1889
- Lychas feae (Thorell, 1889)

Janalychas shoplandi est une espèce de scorpions de la famille des Buthidae.

## Distribution
Cette espèce est endémique de Birmanie.

## Description
Janalychas shoplandi mesure de 50 à 58 mm.

## Systématique et taxinomie
Cette espèce a été décrite sous le protonyme Isometrus shoplandi par Oates en 1888. Elle est placée dans le genre Lychas par Pocock en 1900 puis dans le genre Janalychas par Kovařík en 2019.

## Étymologie
Cette espèce est nommée en l'honneur d'Edwin Rew Shopland, (1844-1920).

## Publication originale
- Oates, 1888 : « On the Indian and Burmese Scorpions of the genus Isometrus, with descriptions of three new species. » Journal of the Bombay Natural History Society, vol. 3, p. 244–249 (texte intégral).